# Tjervenka (vattendrag i Vitryssland)
Tjervenka (ryska: Червенка) är ett vattendrag i Belarus.   Det ligger i voblasten Minsks voblast, i den centrala delen av landet, 60 km öster om huvudstaden Minsk.
I omgivningarna runt Tjervenka växer i huvudsak blandskog. Runt Tjervenka är det ganska glesbefolkat, med 27 invånare per kvadratkilometer.